# Wilhelm Sohn

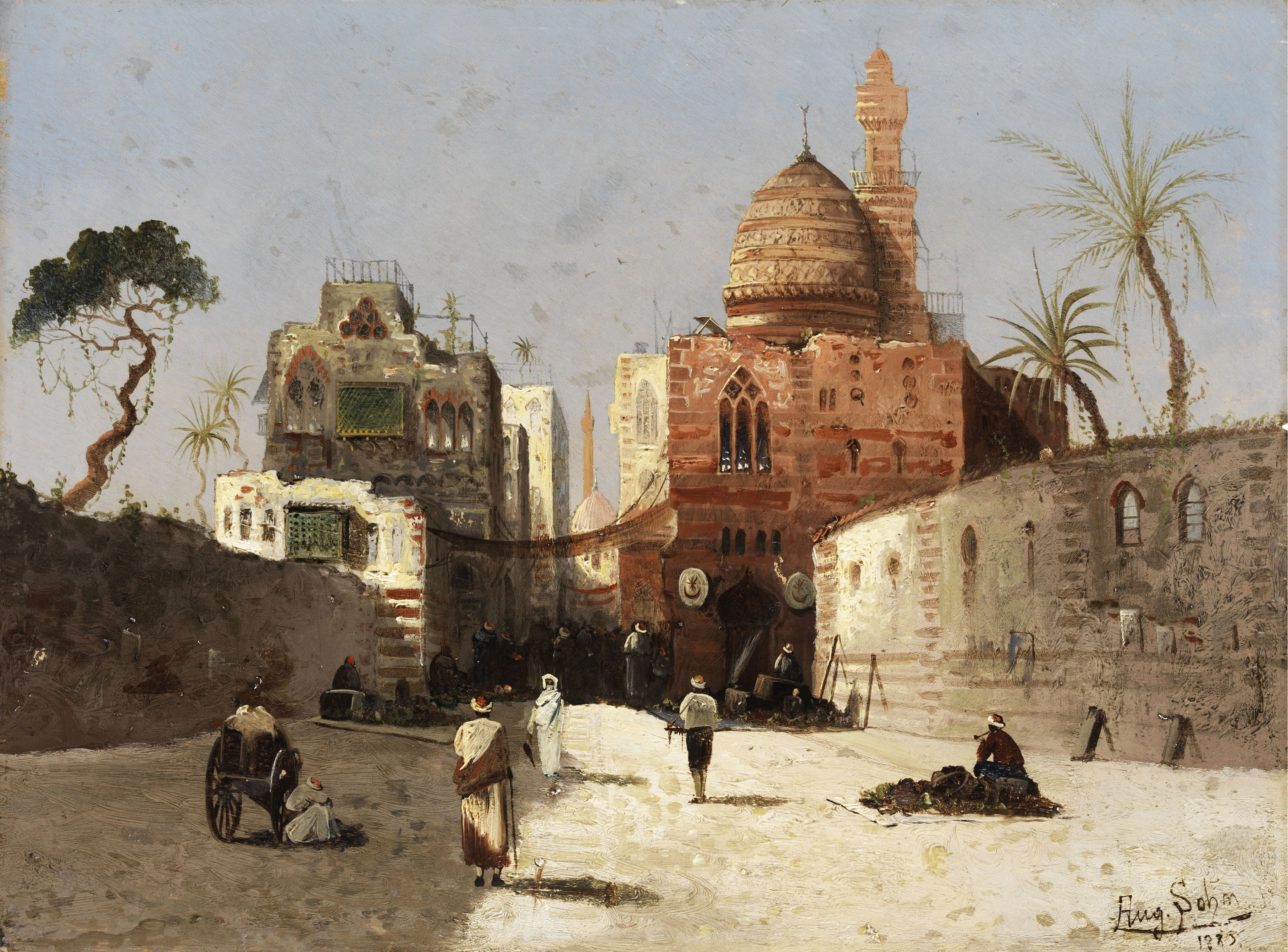
Orientalisk gatuscen av Wilhelm Sohn, 1885.

Johann August Wilhelm Sohn, född den 29 augusti 1830, död den 16 mars 1899, var en tysk målare, brorson till Karl Ferdinand Sohn.
Sohn studerade i Düsseldorf för farbrodern och Schadow och blev professor vid akademien där 1874. Bland hans målningar, som lovordades för livlig figurkarakteristik, märks Jesus på havet (1853, Düsseldorfs galleri), Olika levnadsvägar (1860), En samvetsfråga (1864, galleriet i Karlsruhe), Hos advokaten (1866, galleriet i Leipzig) och En krigare (1869, galleriet i Dresden).